# Champion System Pro Cycling Team/2013
Deze pagina geeft een overzicht van de Champion System Pro Cycling Team-wielerploeg in 2013. Het team is dit seizoen een van de professionele continentale wielerploegen.

## Algemene gegevens
Sponsor: Champion System
Algemeen manager: Edward Beamon
Ploegleider: Franky Van Haesebroucke, Christopher Wherry
Fietsmerk: Fuji Bike

## Renners
| Naam                          | Geboortedatum | Nationaliteit    | Ploeg 2012                      |
| ----------------------------- | ------------- | ---------------- | ------------------------------- |
| Clinton Avery                 | 03-12-1987    | Nieuw-Zeeland    |                                 |
| Zachary Bell                  | 14-11-1982    | Canada           | Team SpiderTech-C10             |
| Chad Beyer                    | 15-08-1986    | Verenigde Staten | Competitive Cyclist Racing Team |
| Matthew Brammeier             | 07-06-1985    | Ierland          | Omega Pharma-Quickstep          |
| Chris Butler                  | 16-02-1988    | Verenigde Staten |                                 |
| Chun Kai Feng                 | 02-11-1988    | Taiwan           | Action Cycling Team             |
| Matthias Friedemann           | 17-08-1984    | Duitsland        |                                 |
| Gregor Gazvoda                | 15-10-1981    | Slovenië         | AG2R-La Mondiale                |
| Mohammed Adiq Husainie Othman | 29-04-1991    | Maleisië         |                                 |
| Chan Jae Jang                 | 06-01-1989    | Zuid-Korea       | Terengganu Cycling Team         |
| Kun Jiang                     | 13-12-1989    | China            |                                 |
| Pengda Jiao                   | 13-06-1986    | China            |                                 |
| Craig Lewis                   | 01-10-1985    | Verenigde Staten |                                 |
| Biao Liu                      | 15-03-1988    | China            |                                 |
| Ryota Nishinzono              | 01-09-1987    | Japan            | Team Bridgestone Anchor         |
| Mart Ojavee                   | 09-11-1981    | Estland          |                                 |
| Ryan Roth                     | 10-01-1983    | Canada           | Team SpiderTech-C10             |
| Kin San Wu                    | 04-05-1985    | Hongkong         |                                 |
| Fabian Schnaidt               | 27-10-1990    | Duitsland        | Team Specialized Concept Store  |
| Wang Yip Tang                 | 05-06-1984    | Hongkong         | zonder ploeg                    |
| Bobbie Traksel                | 03-11-1981    | Nederland        | Landbouwkrediet-Euphony         |
| Gang Xu                       | 28-01-1984    | China            |                                 |

## Belangrijke overwinningen
| Ronde van Taiwan 4e etappe: Zachary Bell Ronde van Korea 6e etappe: Zachary Bell Nationale kampioenschappen wielrennen Canada - wegwedstrijd: Zachary Bell Ierland - wegwedstrijd: Matthew Brammeier |

2010 · 2011 · 2012 · 2013